# Bao

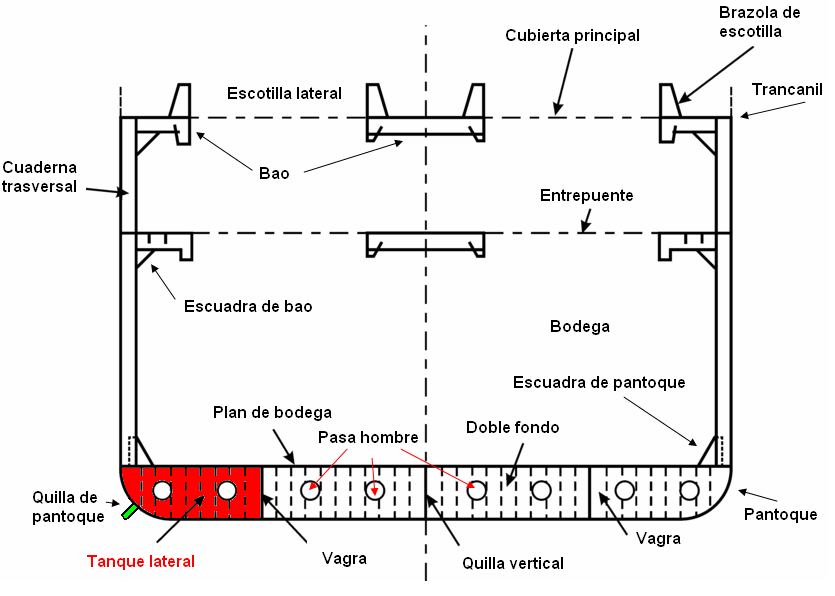
Corte de la sección media de un buque mercante.

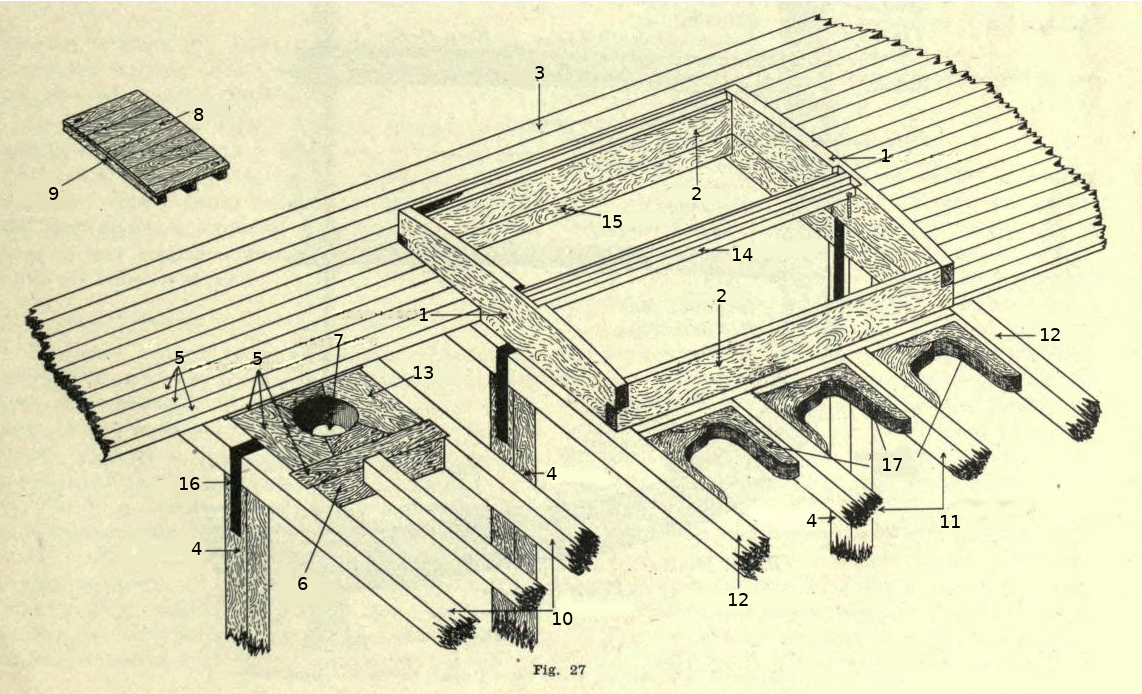
400px1.-Brazola
2.-Eslora de escotilla
3.-Cubierta
4.-Puntal
5.-Traca
6.-Llave de fogonadura
7.-Fogonadura
8.-Cuartel
9.-Eslora de tapa de escotilla
10.-Bao de fogonadura
11.-Semibao de escotilla
12.-Bao de escotilla
13.-Mallete
14.-Galeota de escotilla
15.-Carlinga
16.-Fleje
17.-Curva
Ref.: Diccionario enciclopédico marítimo (inglés-español), por Luis Delgado Lamelland.

En náutica, los baos son las vigas superiores de la cuaderna, sobre las cuales está colocada la cubierta; pueden tener distintos tipos de perfiles dependiendo del esfuerzo a que estén sometidos. (fr. Bau; ing. Beam; it. Bao).
Es una parte estructural que se encuentra en todos los barcos de construcción en madera y acero.

## Tipos
- Bao maestro (Bao mayor, Bao principal): es el más largo de todos, que por consiguiente es el que se coloca en la cuaderna maestra. (fr. Maitre bau; ing. Main beam; it. Bao mastro).
- Bao compuesto (Bao hechizo): es el que se forma de dos o tres piezas.
- Bao de aire (Bao en el aire, Bao vacío): es cualquiera de los que sostiene el sollado, cuando es levadizo, y puede dividirse en dos mitades siempre que convenga. También, y aún más propiamente, se dice de los que se ponen en las bodegas de algunas embarcaciones mercantes con solo el objeto de dar más apoyo a los costados; y así es que no se forma cubierta sobre ellos.
- Bao barrote (Bao lata, Bao latón): el de menores dimensiones que se intercala entre los fundamentales, para ligar más los costados y reforzar las cubiertas principales.
- Bao falso (Bao levadizo): es el que no se endenta en el durmiente a cola de milano, sino de modo que puede quitarse con facilidad.
- Semibao: es el bao que está interrumpido por la escotilla.